# Resistència del Panjshir

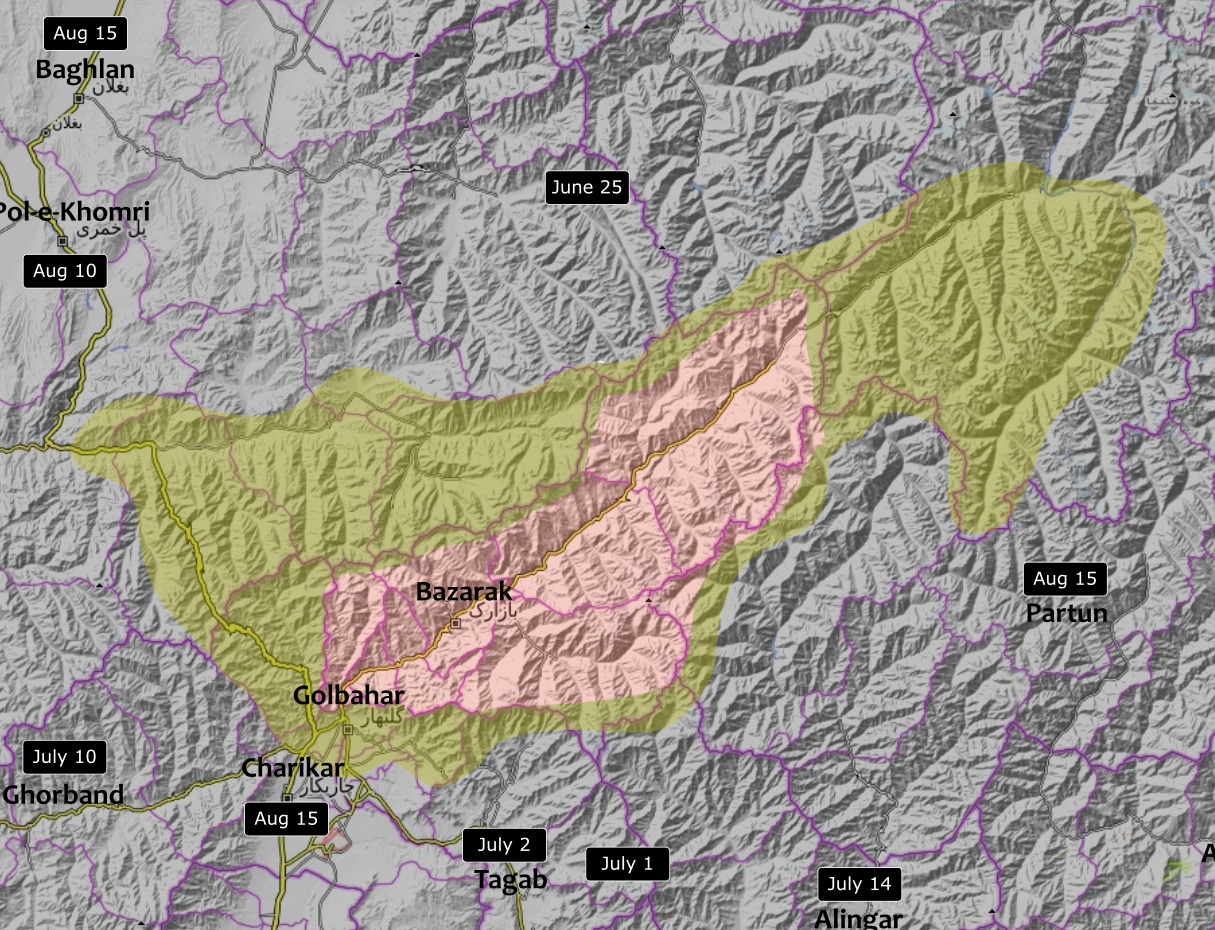
Mapa que mostra el control del territori a l'Afganistan, amb les terres controlades per la resistència en rosa

La Resistència del Panjshir, també coneguda com a Front Nacional de Resistència de l'Afganistan, Segona Resistència o Resistència 2.0, és la principal contrainsurgència organitzada contra els talibans després de la caiguda del govern afganès en l'ofensiva talibana de 2021. Antics membres de l'Aliança del Nord i combatents antitalibans, sota el lideratge del polític i cap militar afganès Ahmad Massoud i l'exvicepresident de l'Afganistan Amrullah Saleh, es van reagrupar en la vall del Panjshir forjant aquesta resistència antitalibana.
El grup exerceix un control de facto sobre la vall del Panjshir, que és en gran manera contigu a la província del Panjshir i, a partir d'agost de 2021, és l'única regió fora de les mans dels talibans, malgrat la caiguda de Kabul, la capital del país, i l'exili del president afganès Ashraf Ghani als Emirats Àrabs Units. L'aliança constitueix l'única resistència organitzada als talibans al país, i possiblement està planejant una lluita de guerrilles contra els talibans. La resistència ha demanat un «govern inclusiu» de l'Afganistan; s'especula que un dels seus objectius és participar en el nou govern afganès.

## 2021

### Agost
El 17 d'agost, Saleh -al·ludint a les disposicions de la Constitució de l'Afganistan- es va autoproclamar president de l'Afganistan des de la base d'operacions de la vall del Panjshir, i va dir que continuaria les operacions militars contra els talibans des d'allí. La seva reivindicació de la presidència va rebre el suport del Massoud i l'exministre de Defensa afganès Bismillah Mohammadi, juntament amb l'ambaixada afganesa al Tadjikistan i el seu ambaixador Mohammad Zahir Aghbar. La resistència del Panjshir utilitza la bandera de l'Estat Islàmic de l'Afganistan. Des de la caiguda del govern afgà s'han mantingut converses extraoficials entre la resistència i els talibans, el 25 d'agost es van donar a conèixer les primeres negociacions oficials, dutes a terme a Charikar, capital de la província de Parwan, on va arribar una delegació del Panjshir. El 27 d'agost centenars de milicians tadjiks de la ciutat de Kulob, al sud de Tadjikistan, es van oferir com a voluntaris per unir-se a la Resistència del Panjshir. El 28 d'agost els talibans van tallar la connexió a internet i la xarxa telefònica a la vall del Panjshir, impedint la comunicació entre els membres de la resistència a la província. Seguint amb les tensions el 31 d'agost els talibans varen iniciar un atac contra la vall, la resistència del Panjshir va aconseguir repel·lir-lo. En l'intent d'ofensiva van morir 7 talibans segons Bismillah Mohammed, exministre del govern derrocat i membre de la resistència.

### Setembre
L'1 de setembre es van donar per fracassades les negociacions segons un líder talibà, Amir Khan Muttaqi. Després d'aquest anunci es va poder confirmar que els talibans seguien amb l'ofensiva iniciada el dia anterior, aquest cop coordinada des de més fronts per intentar entrar a la Vall. Fonts de la resistència relaten que els atacs talibans haurien sigut repel·lits, de la mateixa forma que el dia anterior. El mateix líder taliban, Amir Khan Muttaqi, afirma que no haurien atacat a la resistència, sinó que haurien respost a atacs per part de membres d'aquesta. Després de l'ofensiva iniciada pels talibans van sorgir rumors que l'expresident de l'Afganistan i membre de la Resistència Amrullah Saleh hauria fugit al Tadjikistan, ell mateix ho va desmentir difonent un vídeo suposadament grabat a la Vall on negava aquestes acusacions. Un membre de la Comissió Cultural Talibà, Anaamullah Samangani, afirmava el 4 de setembre que haurien capturat 4 districtes (Shotul, Paryan, Khenj i Abshar), i que s'estarien produint combats al districte d'Anaba, molt proper a Bazarak. El 5 de setembre els talibans anunciaven que havien arribat fins a la capital del Panjshir, Bazarak. Al final del dia Ahmad Massoud publicava un comunicat en el qual anunciava que volia reprendre les negociacions, com a condició fixava que els talibans es retiressin del Panjshir i el districte d'Andarab. Hores després diverses fonts confirmaven la mort de Fahim Dashti, portaveu del Front Nacional de Resistència. El 6 de setembre la província hauria caigut sota control Taliban segons Zabiullah Mujahid, portaveu dels Talibans. Després d'aquests fets Ahmad Massoud, un dels líders de la Resistència, hauria publicat un comunicat en el qual instigava a una revolta contra els talibans en tot el país. També afirmava que, tot i que gran part de la Vall hauria caigut sota control Talibà, la Resistència hauria reposicionat les seves forces en punts estratègics, possiblement a les muntanyes que rodegen la província.